# Eriocaulon brevipedunculatum
Eriocaulon brevipedunculatum là một loài thực vật có hoa trong họ Cỏ dùi trống. Loài này được Merr. mô tả khoa học đầu tiên năm 1907.